# Henryk (książę Brunszwiku-Dannenbergu)
Henryk (ur. 4 czerwca 1533 w Celle, zm. 17 stycznia 1598 w Dannenbergu) – książę Brunszwiku-Lüneburga w latach 1559–1569 (razem z bratem Wilhelmem), po podziale w 1569 w części księstwa z Dannenbergu, z dynastii Welfów.

## Życiorys
Henryk był trzecim synem księcia lüneburskiego Ernesta I Wyznawcy oraz Zofii, córki księcia Meklemburgii-Schwerin Henryka V Zgodnego. W 1559 r. zmarł najstarszy brat Franciszek Otto i Henryk objął rządy w księstwie Lüneburga wspólnie z młodszym bratem Wilhelmem (drugi wedle starszeństwa brat, Fryderyk, zmarł wskutek obrażeń odniesionych w bitwie pod Sieverhausen już w 1553 r.).
Zgodnie z układem zawartym po śmierci ojca ze stanami, władza Henryka i Wilhelma miała być początkowo ograniczona warunkiem stałych konsultacji z wyznaczonymi im doradcami (m.in. bez ich zgody nie mogli zawierać małżeństw). Bracia starali się wyprowadzić księstwo z długów. W 1562 r. bracia zawarli układ z miastem Lüneburg kończący długie spory mieszczan z książętami (wkrótce potem miasto złożyło hołd książętom, ci zaś potwierdzili jego przywileje). W 1564 r. wydano prawa regulujące stosunki kościelne, sądowe i policyjne w księstwie. Również kolejne pięć lat bracia rządzili księstwem w harmonii, aż do 1569 r., gdy Henryk zażądał podziału księstwa na dwie części. Mimo oporu Wilhelma i stanów podział ten został przeprowadzony: Henryk otrzymał niewielką część księstwa z Dannenbergiem, jednorazową zapłatę 4000 talarów i roczną rentę w wysokości 500 talarów. Wilhelm zatrzymał główną część księstwa z Celle, przyjmując jednak na siebie wszystkie długi księstwa oraz ciężary podatkowe na rzecz Rzeszy. Henryk (jako starszy z braci) zachował też pierwszeństwo do dziedziczenia po ewentualnym wymarciu brunszwickiej linii Welfów (i faktycznie, jego syn August objął to dziedzictwo w 1634 r.).
Spory między braćmi o podział księstwa wkrótce jednak zaczęły się na nowo i zakończone zostały dopiero po śmierci Wilhelma. Przeszkodą w ich zakończeniu za jego życia była choroba umysłowa, w którą Wilhelm popadł w 1581 r. i która spowodowała jego niezdolność do samodzielnych rządów.

## Życie prywatne
Żoną Henryka była Urszula, córka księcia Saksonii-Lauenburga na Ratzeburgu Franciszka I. Z małżeństwa tego pochodziło siedmioro dzieci:
- Juliusz Ernest (1571–1636), następca ojca jako książę Brunszwiku-Dannenberga,
- Franciszek (1572–1601),
- Anna Zofia (1573–1574),
- Henryk (1574–1575),
- Sybilla Elżbieta (1576–1630), żona Antoniego II, hrabiego Oldenburg-Delmenhorst,
- Sydonia (1577–1645),
- August (1579–1666), książę Brunszwiku-Wolfenbüttel.